# Buchen (Germania)
Buchen (ufficialmente Buchen (Odenwald)) è una città tedesca di 18 018 abitanti, situata nel land del Baden-Württemberg.